# 三豊市立和光中学校
三豊市立和光中学校（みとよしりつ わこうちゅうがっこう）は、香川県三豊市財田町にある公立中学校。

## 沿革
- 1947年（昭和22年）4月 財田・神田中学校を設立。[1]
- 1950年（昭和25年）4月 財田・神田の組合立として和光中学校となる。[1]
- 1955年（昭和30年）9月 神田村他が合併し山本村になるのに伴い、校名を財田村山本村組合立和光中学校に変更。[1]
- 1966年（昭和41年）4月 中学校組合解散に伴い、校名を財田村立和光中学校に変更。[1]
- 2006年（平成18年）1月 財田町他が合併し三豊市になるのに伴い、校名を三豊市立和光中学校に変更。[1]

## 校区
- 三豊市財田町全域

## 部活動

### 運動部
剣道部
・陸上部
・卓球部
・バレ一部
・野球部・バスケットボール部

### 文化部
吹奏楽部

## 校区内の主な施設
- 三豊市役所財田支所
- 道の駅たからだの里さいた
- 香川用水記念公園

## 主な学校行事
- 修学旅行
- 体育祭

## 校区が隣接している学校
- 三豊市観音寺市学校組合立三豊中学校
- まんのう町立満濃中学校
- （徳島県）東みよし町立三好中学校
- （徳島県）三好市立池田中学校